# Insula Dramei Totale
Insula Dramei Totale (engleză Total Drama Island) este o serie animată american-canadiană difuzată de canalele Cartoon Network și Teletoon. Acest sezon aduce în prim plan prima generație de concurenți în număr de 22 (23 dacă Dl. Nucă de Cocos se ia în calcul) stabiliți în Tabăra Wawanakwa. Serialul a fost difuzat prima dată în România pe 10 septembrie 2007, iar în Statele Unite ale Americii începând din 7 iunie 2008 pe canalul Cartoon Network la 10:30 a.m. ET/PT.

## Despre serial
Insula Dramei Totale are ca protagoniști 22 de concurenți, tineri care se luptă pentru a câștiga marele premiu de 100.000$. Pentru a intra în posesia premiului concurenții vor trece prin probe și reguli care vor deveni o rutină pentru ei. Gazda și prezentatorul sezonului este Chris McLean și co-prezentatorul și bucătarul său Bucătarul Satâr.
Înainte de începerea concursului cei 22 de concurenți vor fi împărțiți în două echipe. În fiecare episod cele două echipe formate vor trece prin diverse probe, în urma cărora doar o echipă va câștiga invincibilitate. Echipa pierzătoare va folosi Toaleta Confesională unde vor pune un bilet de vot într-o cutie. Seara, echipa se va prezenta la Ceremonia la Focul de Tabără, unde toți, cu excepția unuia vor primi un simbol al imunității, in acest caz o Nalbă, iar eliminatul va păși pe Docul Rușinii, luând Barca Rataților părăsind tabăra și competiția.

## Echipe
Echipele au fost create la începutul primului episod. Sunt două echipe în Insula Dramei Totale, acestea fiind Bibanii Distrugători și Popândăii Gălăgioși, amândouă cu un număr de 11 membri. Aici sunt membrii originali ai echipelor:
- Bibanii Distrugători: Bridgette, Courtney, DJ, Duncan, Eva, Ezekiel, Geoff, Harold, Izzy, Sadie și Tyler.
- Popândăii Gălăgioși: Beth, Cody, Gwen, Heather, Justin, Katie, LeShawna, Lindsay, Noah, Owen și Trent.
- Fără Echipă: Dl. Nucă de Cocos

Katie și Izzy au schimbat echipele în episodul 2, înainte de începerea probei.

## Episoade
| Premiera în Statele Unite ale Americii | N/o | Titlu român                                | Titlu englez                          |
| -------------------------------------- | --- | ------------------------------------------ | ------------------------------------- |
|                                        |     |                                            |                                       |
| SEZONUL 1                              |     |                                            |                                       |
|                                        |     |                                            |                                       |
| 07.06.2008                             | 01  | Camperi nu atât de fericiți                | The Not So Great Outdoors             |
| 07.06.2008                             | 02  | Camperi nu atât de fericiți                | The Not So Great Outdoors             |
|                                        |     |                                            |                                       |
| 14.06.2008                             | 03  | Somnul cel lung                            | The Big Sleep                         |
|                                        |     |                                            |                                       |
| 14.06.2008                             | 04  | Rațele și vânǎtorii                        | Dodgebrawl                            |
|                                        |     |                                            |                                       |
| 28.06.2008                             | 05  | Nu atât de faimos                          | Not Quite Famous                      |
|                                        |     |                                            |                                       |
| 05.07.2008                             | 06  | Împrejurimi de-a dreptul groaznice         | The Sucky Outdoors                    |
|                                        |     |                                            |                                       |
| 12.07.2008                             | 07  | Factorul fobie                             | Phobia Factor                         |
|                                        |     |                                            |                                       |
| 19.07.2008                             | 08  | Pe râu în sus                              | Up The Creek                          |
|                                        |     |                                            |                                       |
| 26.07.2008                             | 09  | Vânǎtoarea de cǎprioare cu arme cu vopsea  | Paintball Deer Hunter                 |
|                                        |     |                                            |                                       |
| 02.08.2008                             | 10  | Dacǎ nu reziști...                         | If You Can’t Take The Heat…           |
|                                        |     |                                            |                                       |
| 09.08.2008                             | 11  | În cine poți avea încredere?               | Who Can You Trust?                    |
|                                        |     |                                            |                                       |
| 16.08.2008                             | 12  | Tabǎra de epuizare totalǎ                  | Basic Straining                       |
|                                        |     |                                            |                                       |
| 23.08.2008                             | 13  | Tortura la maxim                           | X-treme Torture                       |
|                                        |     |                                            |                                       |
| 30.08.2008                             | 14  | O masǎ deloc copioasǎ                      | Brunch of Disgustingness              |
|                                        |     |                                            |                                       |
| 06.09.2008                             | 15  | Nu riști, nu câștigi                       | No Pain, No Game                      |
|                                        |     |                                            |                                       |
| 13.09.2008                             | 16  | Cautǎ și nu distruge                       | Search And Do Not Destroy             |
|                                        |     |                                            |                                       |
| 20.09.2008                             | 17  | De-a v-ați ascunselea pe furiș             | Hide and Be Sneaky                    |
|                                        |     |                                            |                                       |
| 27.09.2008                             | 18  | Cu sau fǎrǎ lanț                           | That’s Off the Chain!                 |
|                                        |     |                                            |                                       |
| 03.10.2008                             | 19  | La pescuit cu... drujba!                   | Hook, Line, and Screamer              |
|                                        |     |                                            |                                       |
| 10.10.2008                             | 20  | Wawanakwa o ia razna!                      | Wawanakwa Gone Wild!                  |
|                                        |     |                                            |                                       |
| 17.10.2008                             | 21  | Tabǎra la modǎ                             | Trial by Tri-Armed Triathlon          |
|                                        |     |                                            |                                       |
| 24.10.2008                             | 22  | Haute Camp-ture                            | After The Dock of Shame               |
|                                        |     |                                            |                                       |
| 31.10.2008                             | 23  | Naufragiații                               | Camp Castaways                        |
|                                        |     |                                            |                                       |
| 07.11.2008                             | 24  | N-am ajuns încǎ?                           | Are We There, Yet?                    |
|                                        |     |                                            |                                       |
| 14.11.2008                             | 25  | Triplǎ provocare                           | I Triple Dog Dare You!                |
|                                        |     |                                            |                                       |
| 21.11.2008                             | 26  | Ultimul episod, serios!                    | The Very Last Episode, Really!        |
|                                        |     |                                            |                                       |
| 19.12.2008                             | 27  | Insula Dramei Dramei Dramei Dramei Totale! | Total Drama Drama Drama Drama Island! |
| 26.12.2008                             | 28  | Insula Dramei Dramei Dramei Dramei Totale! | Total Drama Drama Drama Drama Island! |
|                                        |     |                                            |                                       |